# CALRE
La CALRE, acronimo di Conferenza delle Assemblee Legislative Regionali Europee, riunisce i Presidenti delle Assemblee regionali dell’Unione Europea dotate di poteri legislativi, ossia quelle di Italia, Spagna, Belgio, Germania, Austria, Portogallo (Azzorre e Madeira), Finlandia (Åland). Quelle del Regno Unito (Galles, Scozia, Irlanda del Nord) hanno cessato di farne parte in seguito alla Brexit.

## Origine
La CALRE nasce nel 1997 a Oviedo, in Spagna, sulla scia del dibattito sul coinvolgimento della dimensione parlamentare nei processi decisionali dell'Unione europea, come avviata nel Trattato di Amsterdam. In analogia con i Parlamenti nazionali, e con il sostegno dell'allora Presidente del Parlamento europeo, José María Gil-Robles y Gil-Delgado, i Parlamenti regionali con potere legislativo si diedero allora un programma di lavoro e obiettivi politici da perseguire.
Fin dalla sua fondazione, nel 1997, la missione della Conferenza delle Assemblee Legislative Regionali dell'Unione Europea (CALRE) è stata quella di approfondire i principi democratici e partecipativi nell’ambito dell’ordinamento dell'Unione Europea (UE), di difendere i valori e i principi della democrazia regionale e di rafforzare i legami tra le Assemblee Legislative Regionali, sempre nel rispetto del principio di autonomia di ciascuna Assemblea.

## Organizzazione
La CALRE non ha una personalità giuridica e la sua sede corrisponde alla sede del Presidente pro-tempore. 
Gli organi della CALRE sono il Presidente, eletto con mandato annuale, che può essere prorogato per un altro anno, il Vicepresidente, il Comitato Permanente e l'Assemblea Plenaria. Il Segretario Generale e i Gruppi di Lavoro sono Organi Sussidiari.
Il Comitato Permanente è costituito dal Presidente, dal Vicepresidente, da un Presidente per ogni Stato nonché dagli organizzatori dei Gruppi di Lavoro, non avendo questi ultimi diritto di voto.
L'assemblea plenaria si riunisce una volta all'anno (ultimi quattro mesi dell'anno) ed è presenziata dai presidenti di tutte le Assemblee.
Il Presidente nomina il Segretario Generale per la durata del suo mandato, il cui compito principale è quello di assistere la Commissione Permanente nell'esercizio delle sue funzioni.
I Gruppi di Lavoro sono costituiti in Assemblea Plenaria, su richiesta del Comitato Permanente.

## Attività
La CALRE si è distinta a partire dagli anni della Convenzione europea nel dibattito sul tema della sussidiarietà e nella cooperazione con i Parlamenti nazionali.
Nel primo ambito il Trattato costituzionale e poi il Trattato di Lisbona prevedono, nel Protocollo sulla sussidiarietà, un coinvolgimento dei Parlamenti regionali con poteri legislativi nella procedura di allerta rapida (early warning) in collegamento con i rispettivi Parlamenti nazionali.
Nel secondo ambito la CALRE ha partecipato con il Presidente dell'Assemblea legislativa delle Azzorre, con il Presidente del Parlamento della Comunità francese del Belgio e con il Presidente del Consiglio della Toscana alla COSAC che si riunì a Roma il 5 maggio 2003. Ha inoltre promosso iniziative sulla cooperazione interparlamentare, in particolare sul tema della democrazia, sin dal 2003, con un convegno a Palazzo Vecchio a Firenze e poi con una Conferenza tra Parlamenti nazionali e regionali, che si tenne nell'emiciclo del Consiglio d'Europa, a Strasburgo, il 12 settembre 2007.